# Fusidium viride
Fusidium viride är en svampart som beskrevs av Grove 1885. Fusidium viride ingår i släktet Fusidium, divisionen sporsäcksvampar och riket svampar.   Inga underarter finns listade i Catalogue of Life.